# إريند (آراغاتسوتن)
مدينة إريند (بالإنجليزية: Irind)‏ هي إحدى المدن التابعة لمقاطعة آراغاتسوتن في أرمينيا. يقدر عدد سكانها بـ 972 نسمة حسب الإحصاء الذي جرى عام 2011.